# 邵夢弼
邵夢弼（1551年—？），字仲良，號传野，浙江紹興府餘姚縣人，民籍，明朝政治人物，萬曆庚辰進士，累官福建僉事。

## 生平
萬曆元年（1573年）癸酉科浙江鄉試第五名舉人。萬曆八年（1580年）庚辰科二甲第七名進士。兵部觀政，初授高郵州知州，十四年升刑部員外郎、郎中，十七年告病。十九年补工部郎中，二十年外放福建按察使司僉事。不久因次年大計被降为青州府通判，后罷官归乡。

## 家族
曾祖父邵蕃，曾任提學副使；祖父邵時徤，曾任南京中兵馬副指揮；父親邵淄。母張氏。永感下。兄邵一本，進士；邵夢桂，经历；梦兰；邵桯，贡士；梦松。弟梦芝（监生）、梦鲤、梦齡、梦韶。